# Presa di Gorée
La presa di Gorée fu un episodio minore della guerra dei sette anni, svoltosi il 29 dicembre 1758: una forza navale del Regno di Gran Bretagna al comando dell'ammiraglio Augustus Keppel mosse alla conquista dell'isola di Gorée, un possedimento coloniale del Regno di Francia lungo la costa dell'odierno Senegal; numericamente soverchiata, la piccola guarnigione francese fu costretta a capitolare dopo un breve combattimento.

## Storia
Già possedimento di portoghesi e olandesi, l'isola di Gorée lungo la costa occidentale dell'Africa fu conquistata dalla Francia nel 1677 e divenne ben presto un importante punto di scambi commerciali, in particolare nell'ambito della tratta atlantica degli schiavi africani.
Dopo l'inizio delle ostilità contro la Francia nel 1756, il Regno di Gran Bretagna sfruttò la sua superiorità in fatto di guerra navale per condurre una serie di attacchi ai danni dei possedimenti più periferici dei francesi. Dopo alcune incursioni contro isole e porti lungo le coste della Francia metropolitana, coronate da alterni successi, nell'aprile 1758 una spedizione britannica mosse alla conquista del porto di Saint-Louis du Sénégal, principale scalo francese nella regione dell'Africa occidentale, catturandolo dopo un breve scontro. Incoraggiati da questo facile successo, i britannici progettarono quindi una spedizione in direzione della vicina Gorée.
Alla fine di ottobre 1758 una forza terrestre comprendente il 76th Regiment of Foot e due compagnie del 66th Regiment of Foot fu radunata a Kinsale in Irlanda e imbarcata sulle navi dello squadrone navale dell'ammiraglio Augustus Keppel, comprendente cinque vascelli, due fregate, due sloop-of-war e due bombarde; dopo vari ritardi a causa del cattivo tempo, la flotta salpò quindi per l'Africa l'11 novembre. Il viaggio non si svolse senza intoppi e, il 28 novembre, il vascello da 50 cannoni HMS Lichfield fece naufragio lungo le coste del Marocco; i sopravvissuti dell'equipaggio furono resi schiavi dal locale sultano finché non furono riscattati dal governo britannico nell'agosto 1760.
La flotta britannica arrivò davanti Gorée nel pomeriggio del 28 dicembre. La mattina seguente, mentre le truppe scendevano sulle lance da sbarco, le unità di Keppel presero posizione per cannoneggiare il forte e le difese tenute dalla piccola guarnigione francese; il cattivo tempo ostacolò inizialmente le navi britanniche nell'assumere le migliori posizioni di tiro, ma verso mezzogiorno il bombardamento iniziò a risultare efficace. Nel giro di poco tempo le batterie d'artiglieria francesi furono ridotte al silenzio, e quella stessa notte il governatore di Gorée de Saint-Jean si arrese ai britannici consegnando il forte e l'isola; circa 300 soldati francesi furono catturati unitamente a un centinaio di pezzi d'artiglieria, mentre le perdite britanniche furono leggere.
La cattura di Gorée fu un buon successo per la Gran Bretagna: benché l'isola fosse troppo periferica per risultare un obiettivo di alto valore strategico, ciò nondimeno rivestiva un considerevole valore economico per i suoi traffici commerciali e costituiva un punto d'appoggio per il rifornimento delle truppe francesi dislocate in India. L'isola rimase sotto occupazione britannica fino al 1763, quando fu restituita alla Francia per effetto del trattato di Parigi conclusivo del conflitto.